# John Ireland (skuespiller)
 For alternative betydninger, se John Ireland. (Se også artikler, som begynder med John Ireland)
John Benjamin Irland (født 30. januar 1914, død 21. marts 1992) var en canadisk skuespiller og filminstruktør. Han er bedst kendt for sine roller i film som Red River og Alle kongens mænd.